# Joaquín Gimeno Lahoz
Joaquín Gimeno Lahoz (6 d'octubre de 1948, La Mata de los Olmos, Terol) és un bisbe catòlic espanyol. Des del 2010 és el bisbe de la diòcesi de Comodoro Rivadavia.

## Biografia
Realitzà els estudis eclesiàstics als seminaris menor i major de la diòcesi de Terol i Albarrasí, on fou ordenat sacerdot el 29 de juny del 1973 per Victorio Oliver Domingo a la Catedral d'Albarrasí. El 1974 es traslladà a l'Argentina, on començà a treballar com a sacerdot a la diòcesi d'Azul, el 1984 fou capellà de l'església de Nostra Senyora de Lourdes i el 1992 de la Catedral de Nostra Senyora del Roser d'Azul. Més endavant, el 1996, fou destinat a la diòcesi de Comodoro Rivadavia, prestant servei a persones indígenes al municipi d'El Maitén, i el 2006 fou vicari general de la diòcesi i també fou el vicepresident de Càrites i assistent de diferents grups dels equips de Nostra Senyora de Lourdes.
El 15 de juliol del 2010 el Papa Benet XVI el nomenà nou bisbe de la diòcesi de Comodoro Rivadavia en successió de Virginio Domingo Bressanelli. Rebé el sagrament de l'orde el 15 d'octubre d'aquell any a mans de Mn. Victorio Oliver Domingo i com a co-consagrants Antonio Ángel Algora Hernando i Virginio Domingo Bressanelli.